# Thàn mát tía
Thàn mát tía hay mát tím sẫm (danh pháp: Adinobotrys atropurpureus) là một loài thực vật trong họ Fabaceae. Nó có các hoa màu tím và rậm, và hạt có chiều dài thường lớn hơn 5 cm (2,0 in). Chúng có thể gặp ở khắp Đông Nam Á: từ Myanma đến Philippines, Java, và Sumatra.

## Hình ảnh

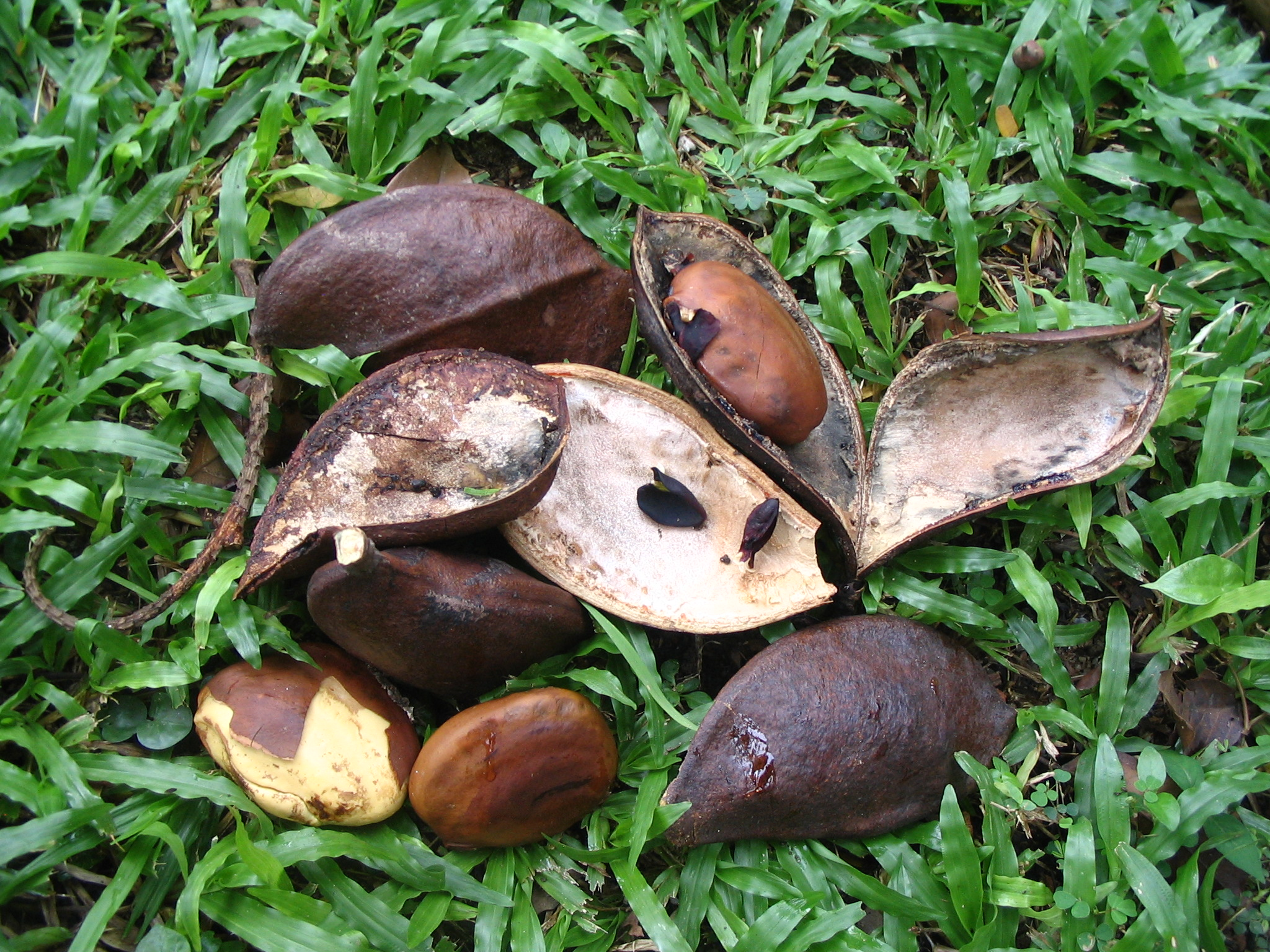
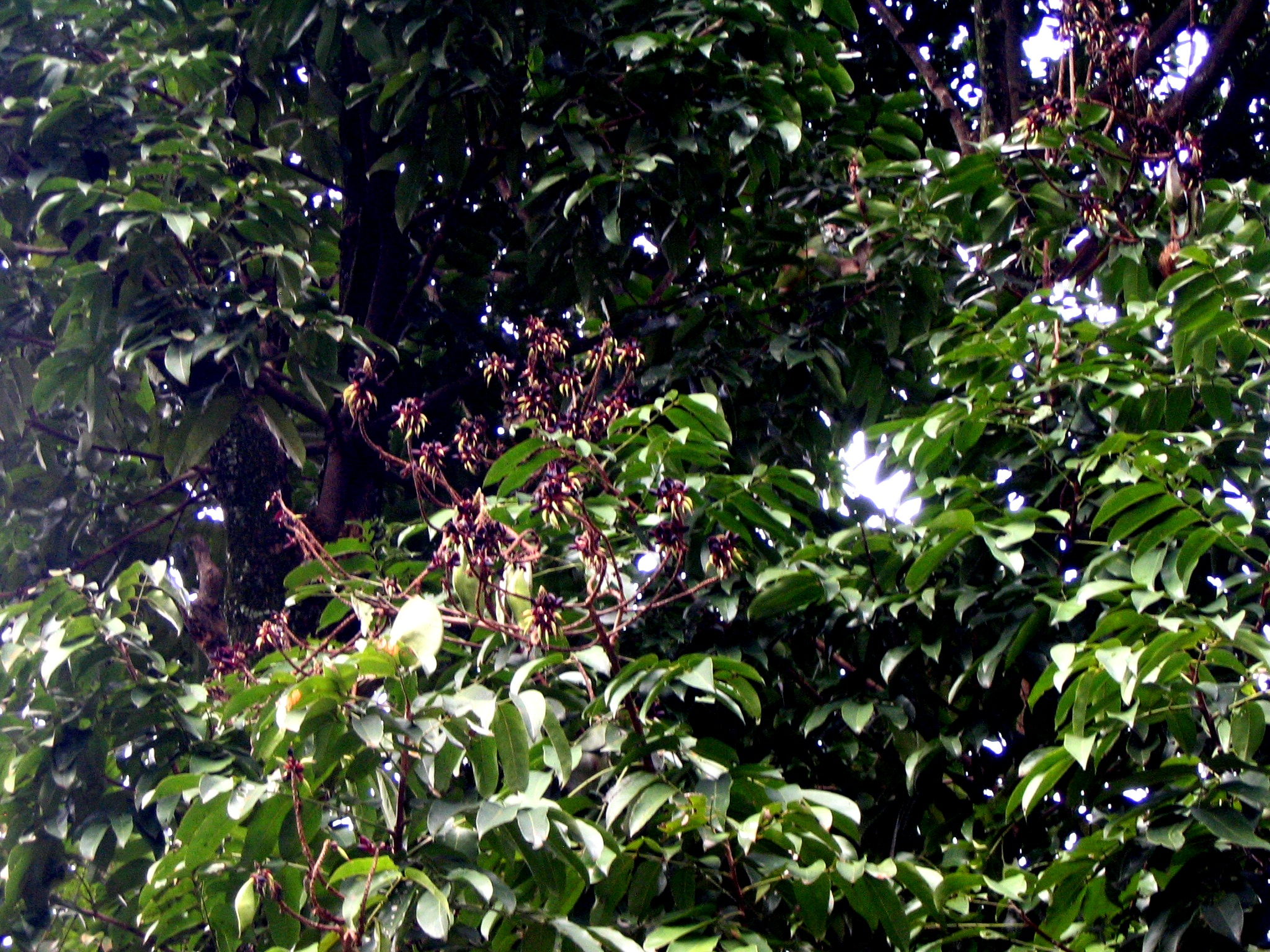